# Tourismus in Mecklenburg-Vorpommern

MV tut gut. – Slogan der Landesmarketingkampagne

Der Tourismus in Mecklenburg-Vorpommern ist ein bedeutender Wirtschaftszweig des Landes.
Neben der Landschaft mit ausgedehnten Wasserflächen, vielen Naturschutzgebieten und drei großen Nationalparks sind die historischen Städte sowie die Seebäder, Kur- und Erholungsorte die Hauptanziehungspunkte Mecklenburg-Vorpommerns. Daneben etablieren sich auch Angebote für den Landurlaub und andere Spezialurlaube, wie etwa 2000 Schlösser, Burgen und Gutshäuser.
Mecklenburg-Vorpommern ist das einzige Land Deutschlands, das im Tourismus seit der Jahrtausendwende zweistellige Wachstumsraten verbuchte. Dieser Zuwachs wird unter anderem auf die kontinuierliche Verbesserung der touristischen Infrastruktur und Servicequalität, das Aufholen gegenüber den Küsten Schleswig-Holsteins und Niedersachsens, die wachsende Kaufkraft im Ostteil Deutschlands sowie auf das steigende Interesse im Ausland zurückgeführt. Das Land war 2014 erstmals das beliebteste innerdeutsche Reiseziel vor Bayern (gemessen an Reisen ab fünf Tagen Dauer), im Ländervergleich insgesamt erreicht es nach Hessen den 6. Platz. Auch 2015 hielt Mecklenburg-Vorpommern diese Stellung. 2024 lag das Land nach Bayern auf Platz 2 der innerdeutschen Reiseziele.

## Tourismusmessen
Das Reiseland Mecklenburg-Vorpommern präsentiert sich jährlich mit einem eigenen Stand auf der Weltleitmesse im Tourismus, der Internationalen Tourismus-Börse Berlin (ITB). Die 52. Auflage der ITB vom 7. bis 11. März 2018 hat mit Mecklenburg-Vorpommern erstmals ein deutsches Partnerland.

## Statistik

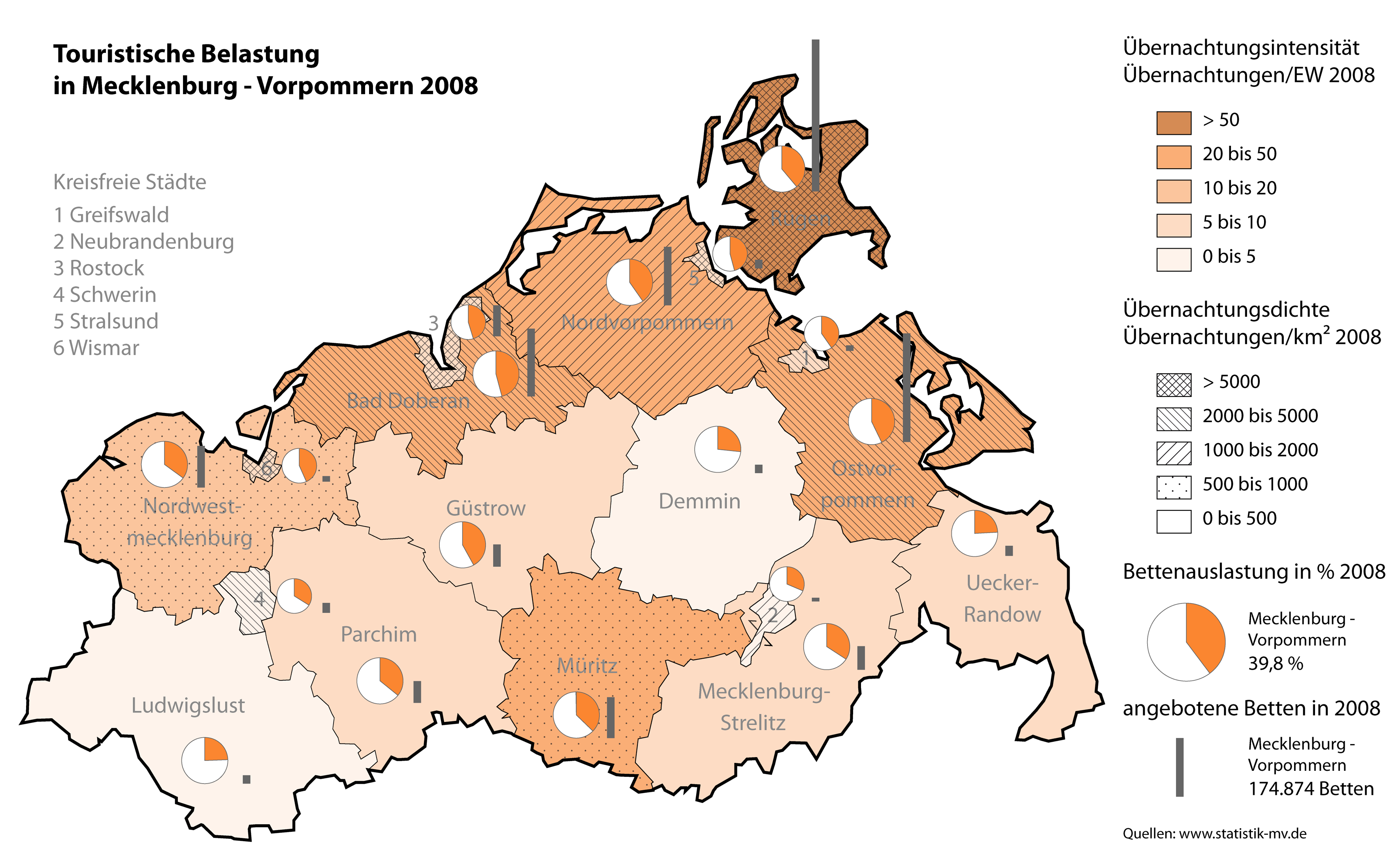
Tourismus in Mecklenburg-Vorpommern 2008

Bei den Inlandsreisen ist Mecklenburg-Vorpommern das meistbesuchte Reiseziel und hat zugleich das stärkste Wachstum ausländischer Gäste. Von 100 deutschen Reisenden in das In- und Ausland wählten 8 Mecklenburg-Vorpommern als Ziel, dies entspricht rund 25 % aller innerdeutschen Reisen von mindestens 5 Tagen Dauer. Die Tourismusbranche im Land erzielte 2016 rund 5,1 Milliarden Euro Umsatz. Im Jahr 2009 standen in Mecklenburg-Vorpommern insgesamt etwa 195.000 Gästebetten zur Verfügung – gegenüber 60.000 Betten im Jahr 1992. Im Jahr 2013 kamen 7.081.000 (6.993.000 im Jahr 2012) Gäste mit 28.157.000 (27.940.000 im Jahr 2012) Übernachtungen, davon waren 965.000 Gäste aus dem Ausland. Es gab im Jahr 2006 175 Campingplätze, 202 Museen und 116 Filmtheater.
Die Gäste- und Übernachtungszahlen sind innerhalb des Landes sehr unterschiedlich. So kamen im Jahr 2007 in den damaligen Landkreis Ostvorpommern (Usedom) 800.000 Gäste und den Landkreis Rügen (Inseln Rügen und Hiddensee) über eine Million Gäste. In der Mecklenburgischen Seenplatte (Landkreis Mecklenburg-Strelitz, Landkreis Müritz, Neubrandenburg) übernachteten über 500.000 Gäste. In den Städten Schwerin und Rostock übernachteten im Jahr 2007 181.000 bzw. 552.000 Gäste. Dagegen kamen in die ländlich geprägten Gebiete wie in den ehemaligen Landkreis Ludwigslust und den Landkreis Demmin weniger als 100.000 Gäste pro Jahr. Diese verweilten durchschnittlich auch kürzer vor Ort (unter 3 Übernachtungen pro Gast).

## Landschaften

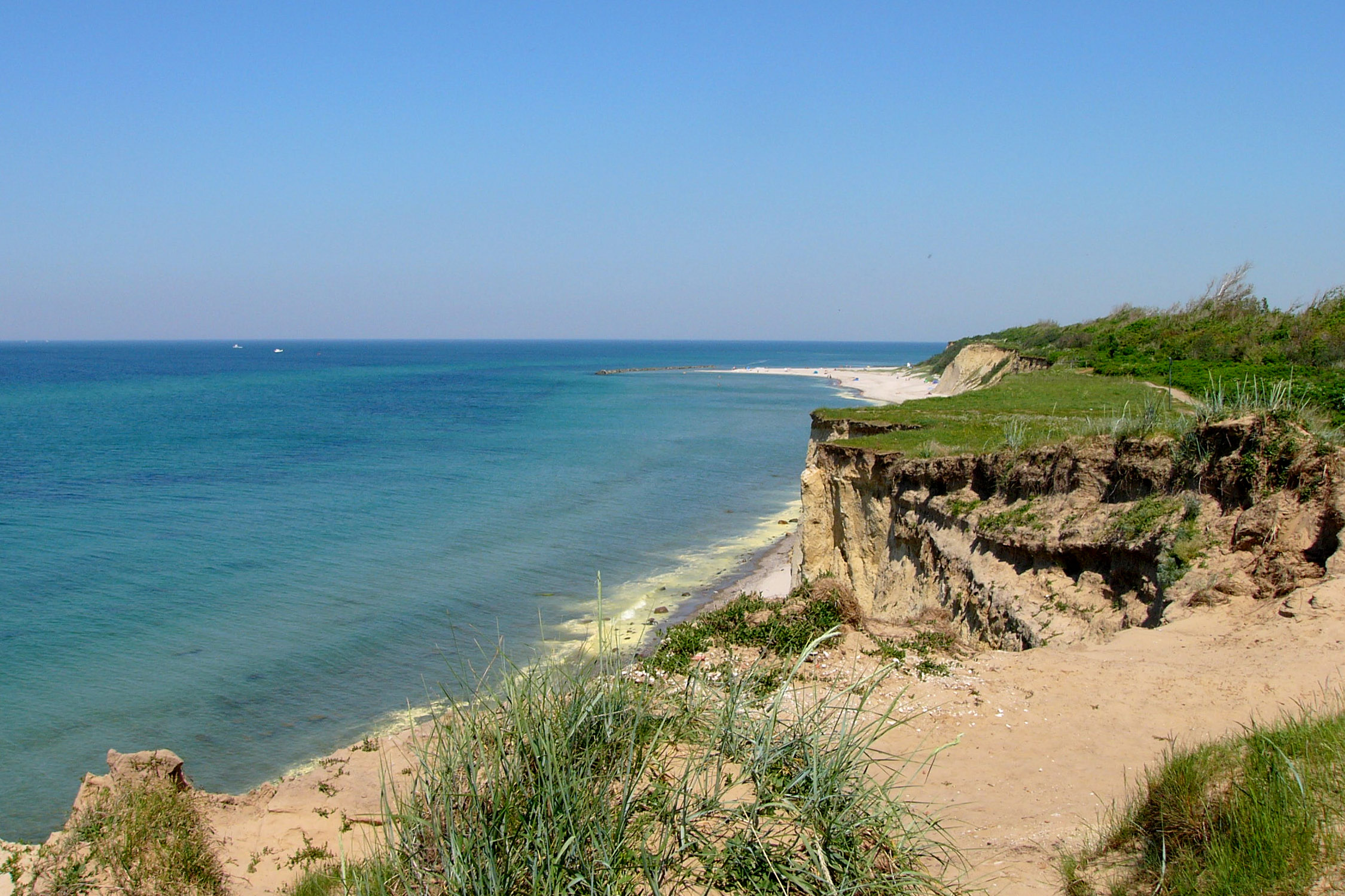
Ostseeküste bei Ahrenshoop (Darßer Weststrand)

Die übergeordneten Landschaften sind Westmecklenburg, das Mittlere Mecklenburg, Vorpommern und die Uckermark.
Neben den an der Ostsee liegenden Inseln bzw. Halbinseln Poel, Fischland-Darß-Zingst, Hiddensee, Rügen, Usedom und der Boddenlandschaft (zu der u. a. die Darß-Zingster Boddenkette und der Greifswalder Bodden zählen) gibt es die im Hinterland liegenden Seenlandschaften. Dazu gehören die Mecklenburgische Seenplatte, die Feldberger Seenlandschaft und die Sternberger Seenlandschaft. Hier befinden sie auch die größten Seen wie die Müritz und der Schweriner See. Weitere Landschaften im Hinterland sind die Griese Gegend, die Lewitz und die Mecklenburgische Schweiz.

### Ostseeküste

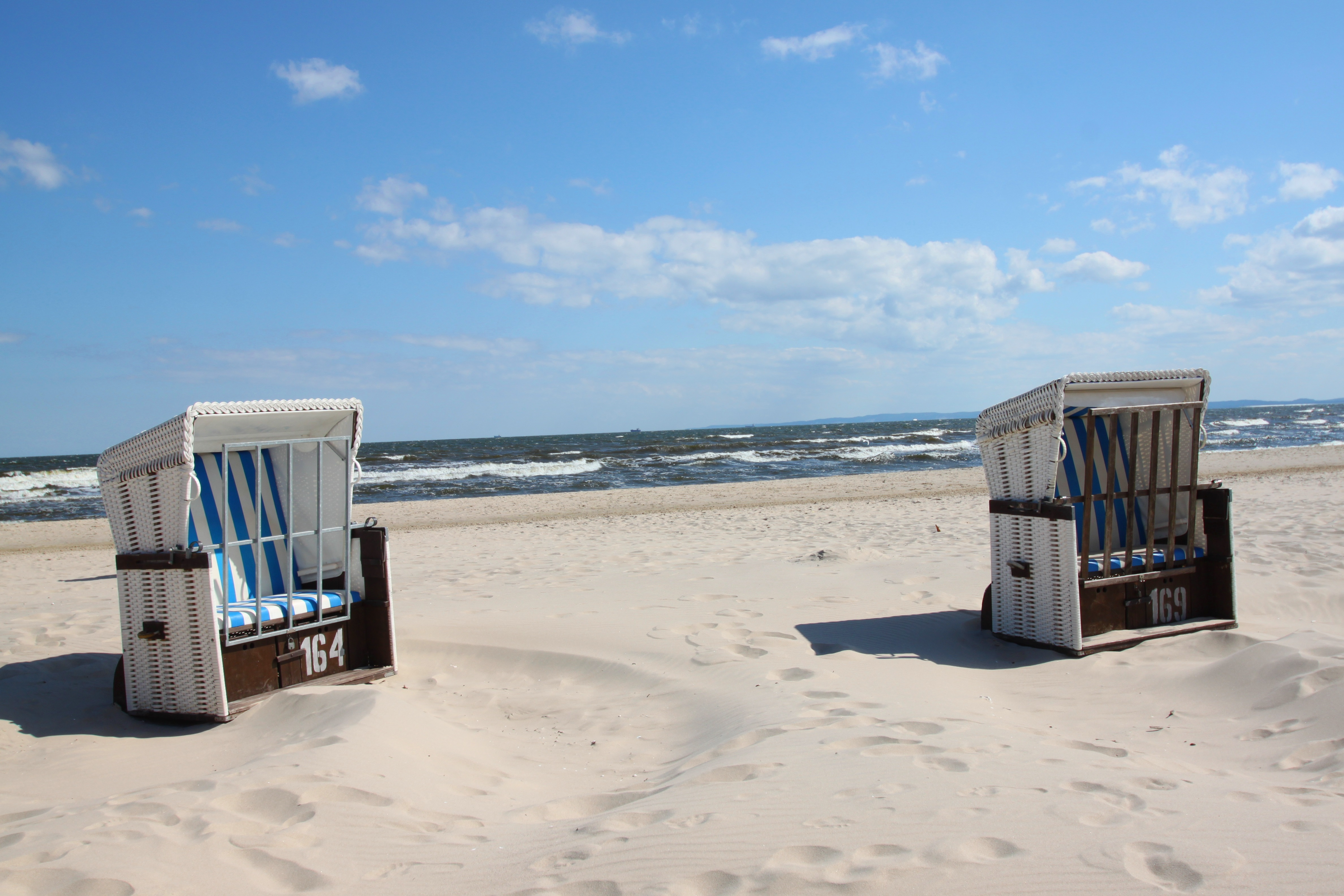
Der Strandkorb gilt als Symbol des Tourismus, vor allem an der Ostseeküste

Viele Anziehungspunkte des Landes befinden sich vor allem an der Ostsee. An ihr sind etliche traditionsreiche Badeorte gelegen, wie Boltenhagen, Graal-Müritz, Heiligendamm (ältester Seebadeort Deutschlands), Kühlungsborn, Warnemünde, Rerik, Lubmin und die Orte von Fischland-Darß-Zingst. Weiterhin nehmen die Seebäder auf den Inseln Hiddensee, Rügen (Baabe, Binz, Göhren, Sellin, Sassnitz) und Usedom (Zinnowitz, Bernsteinbäder, Gemeinde Heringsdorf mit den Kaiserbädern) einen großen Stellenwert ein.
Hinzu kommen die kulturgeschichtlich bedeutenden Hansestädte wie Greifswald, Rostock, Stralsund, Wismar und Wolgast.
Zu Zeiten der DDR diente die Ostseeküste als Hauptziel des vom FDGB organisierten Massentourismus.

### Mecklenburger Seenland & Mecklenburgische Schweiz

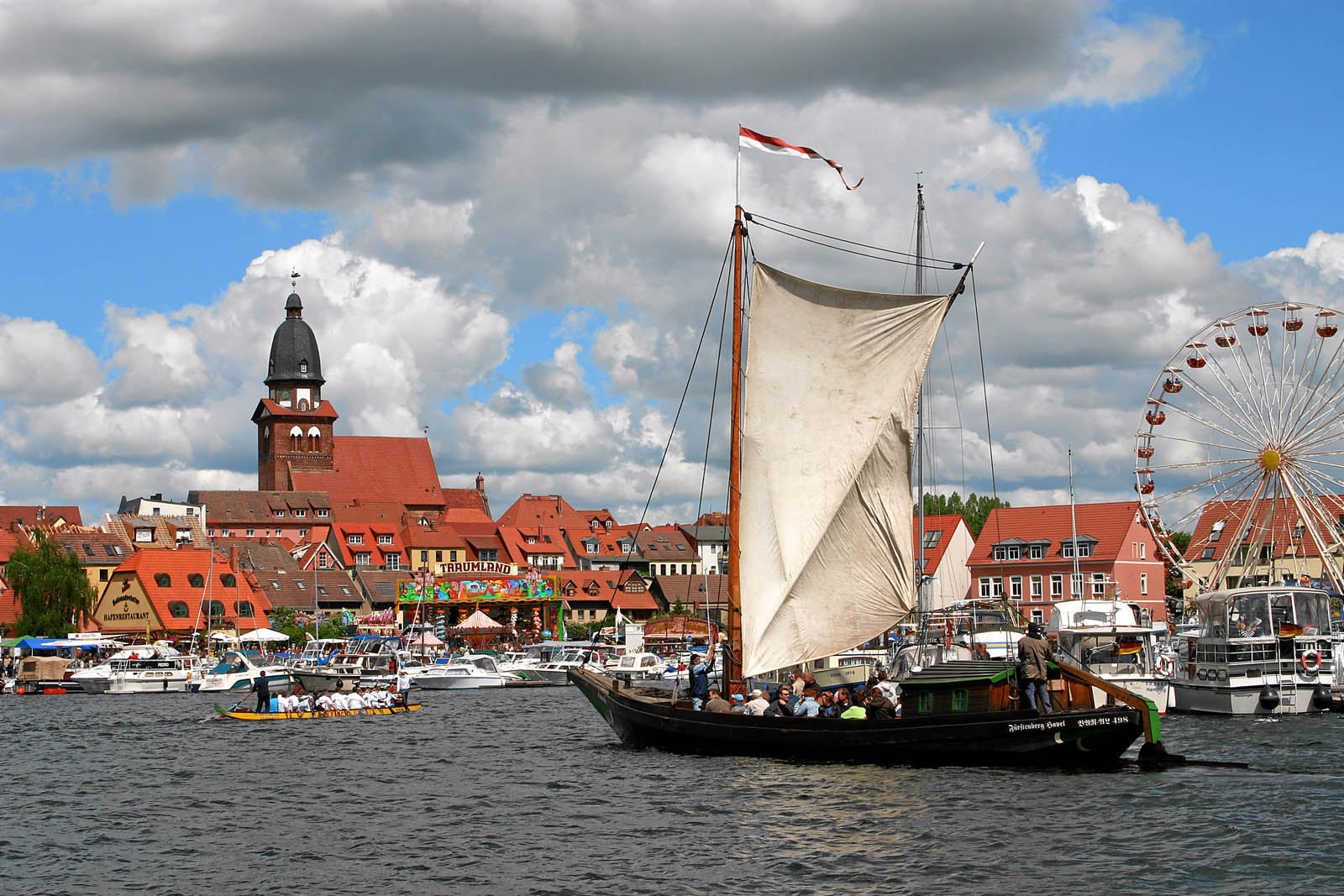
Waren (Müritz)

Im Hinterland stechen die ehemaligen Residenzstädte Güstrow, Ludwigslust, Neustrelitz und die Landeshauptstadt Schwerin hervor. Das Hinterland Mecklenburg-Vorpommerns ist flach gewellt und reich an Seen. Im Mecklenburger Seenland, in der Mecklenburgischen Schweiz und in der Feldberger Seenlandschaft findet sich zunehmend touristische Infrastruktur. Schwerpunkte des Tourismus hier sind vor allem Waren (Müritz), Plau am See und der Fleesensee. Aber auch in den kleinsten Dörfern finden sich ursprüngliche Landgasthöfe oder Hotels und Restaurants in vielen Schlössern. Weiterhin gibt es zahlreiche Angebote für Wassersportler (Segeln, Angeln, Kanu, Wasserski usw.) und eine gut ausgebaute Infrastruktur für Fahrradfahrer.

### Naturschutzgebiete

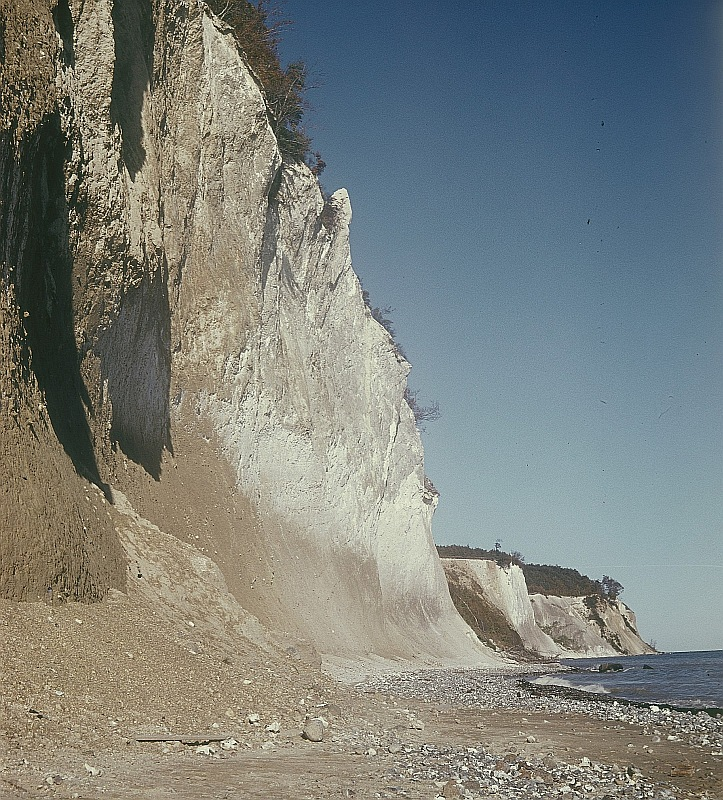
Kreidefelsen im Nationalpark Jasmund auf Rügen

Eine der letzten Amtshandlungen der DDR-Regierung war die Ausweisung weiträumiger Naturschutzgebiete entlang der Küste (z. B. Nationalpark Vorpommersche Boddenlandschaft) und im Hinterland (Müritz-Nationalpark). Hier findet sich eine reichhaltige Fauna (z. B. Brutplätze seltener Vögel) und eine intakte Natur. Mit Begrenzungen sind hier Fahrradtourismus, Wassersport und Camping möglich.
In Mecklenburg-Vorpommern gibt es drei Nationalparks (Jasmund, Müritz und Vorpommersche Boddenlandschaft), des Weiteren sieben Naturparks (Am Stettiner Haff, Feldberger Seenlandschaft, Flusslandschaft Peenetal, Insel Usedom, Mecklenburgische Schweiz und Kummerower See, Nossentiner/Schwinzer Heide und Sternberger Seenland), drei Biosphärenreservate (Flusslandschaft Elbe-Mecklenburg-Vorpommern, Schaalsee und Südost-Rügen) sowie vier Feuchtgebiete (Westrügen-Hiddensee-Zingst, Ostufer Müritz, Galenbecker See und den Krakower Obersee).
Hinzu kommt eine Vielzahl von Naturschutzgebieten, so zum Beispiel der Peenemünder Haken, Struck und Ruden, das Naturschutzgebiet Nonnenhof, die Fischteiche in der Lewitz und das Peenetal-Moor.

### Städte

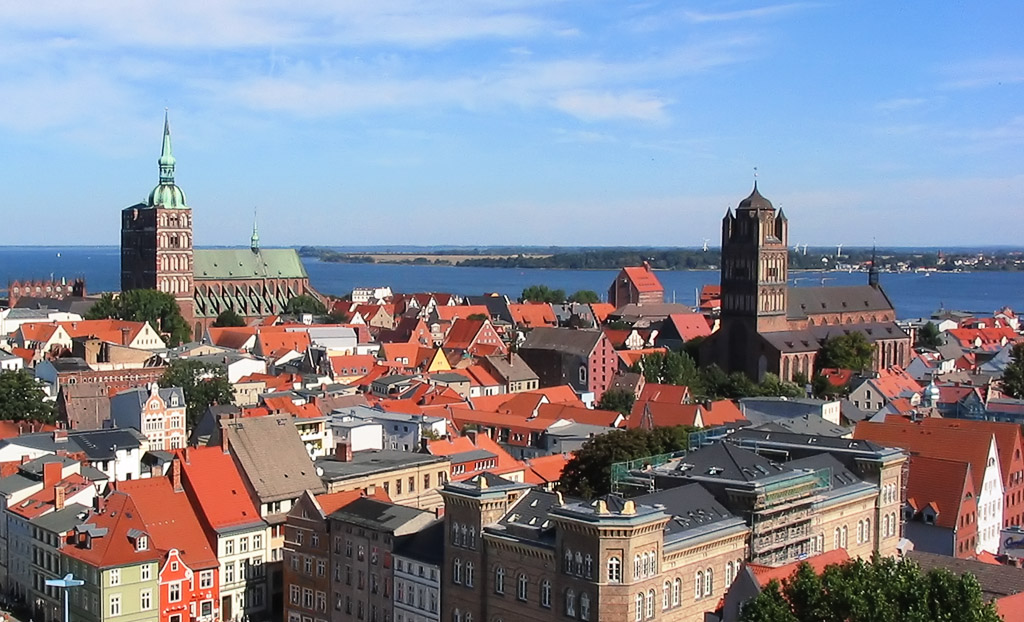
Stralsund

Viele Städte in Mecklenburg-Vorpommern sind sehenswert und besitzen historische Stadtkerne. Neben den beiden als UNESCO-Weltkulturerbe ausgezeichneten Stadtkernen Wismar und Stralsund sind u. a. Bad Doberan, Boizenburg, Greifswald, Grabow, Güstrow, Krakow am See, Ludwigslust, Neubrandenburg, Neustadt-Glewe, Neustrelitz, Parchim, Putbus, Röbel, Rostock (mit Ostseebad Warnemünde), Schwerin, Sternberg, Ueckermünde, Waren (Müritz) und Wolgast besonders hervorzuheben.

### Weitere Baudenkmäler
- Kategorie:Baudenkmal in Mecklenburg-Vorpommern
- Liste der Kirchen in Mecklenburg-Vorpommern
- Liste der Windmühlen in Mecklenburg-Vorpommern

## Museen
- Alte Burg Penzlin

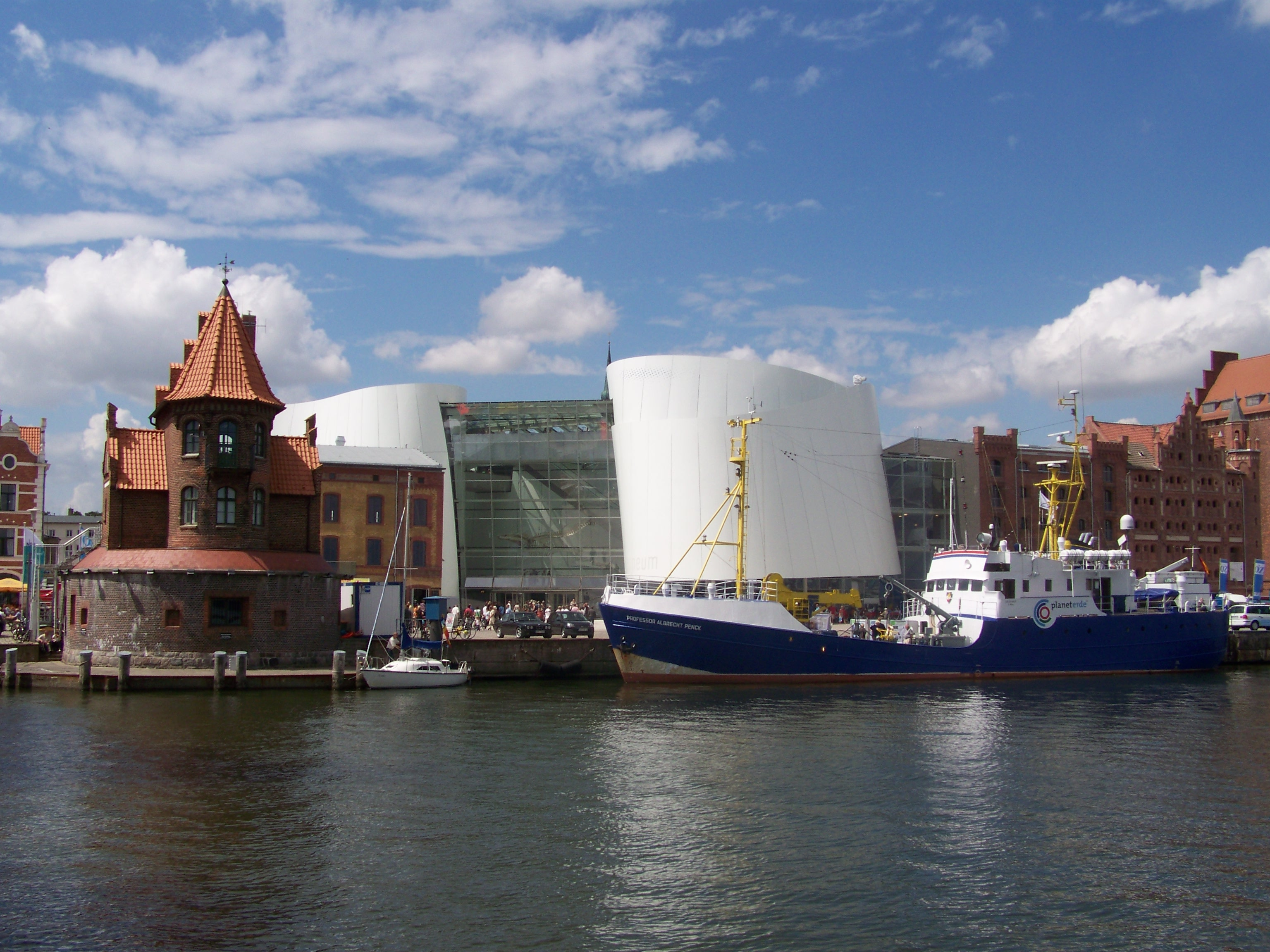
Ozeaneum im Hafen von Stralsund

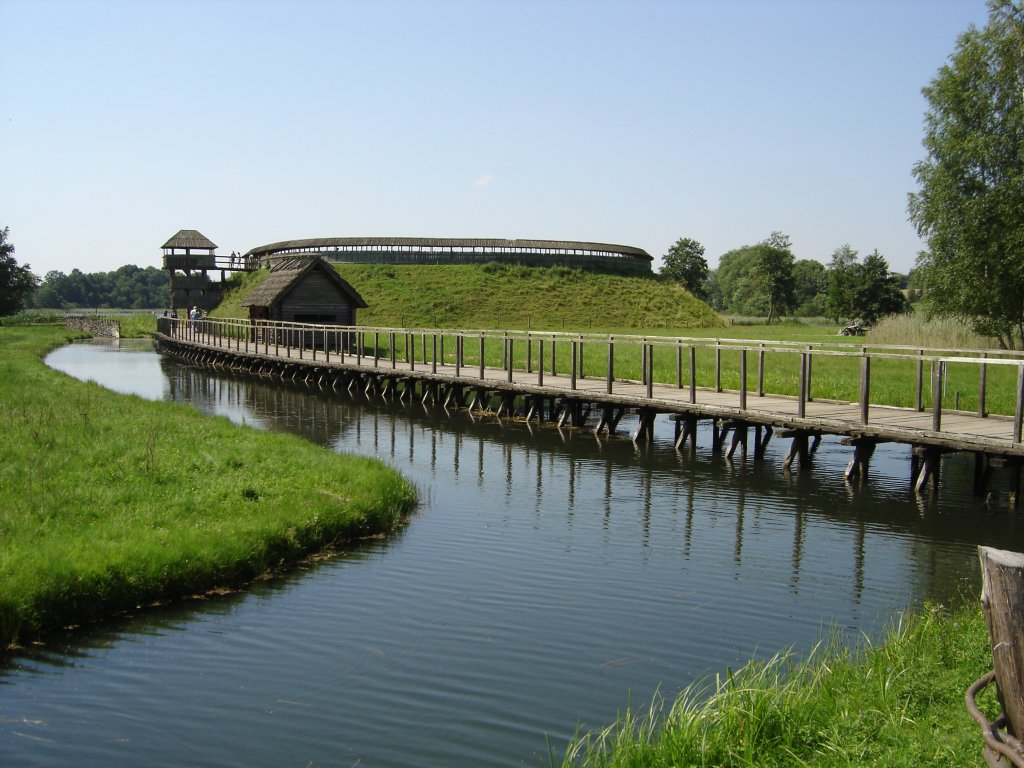
Slawenburg Groß Raden

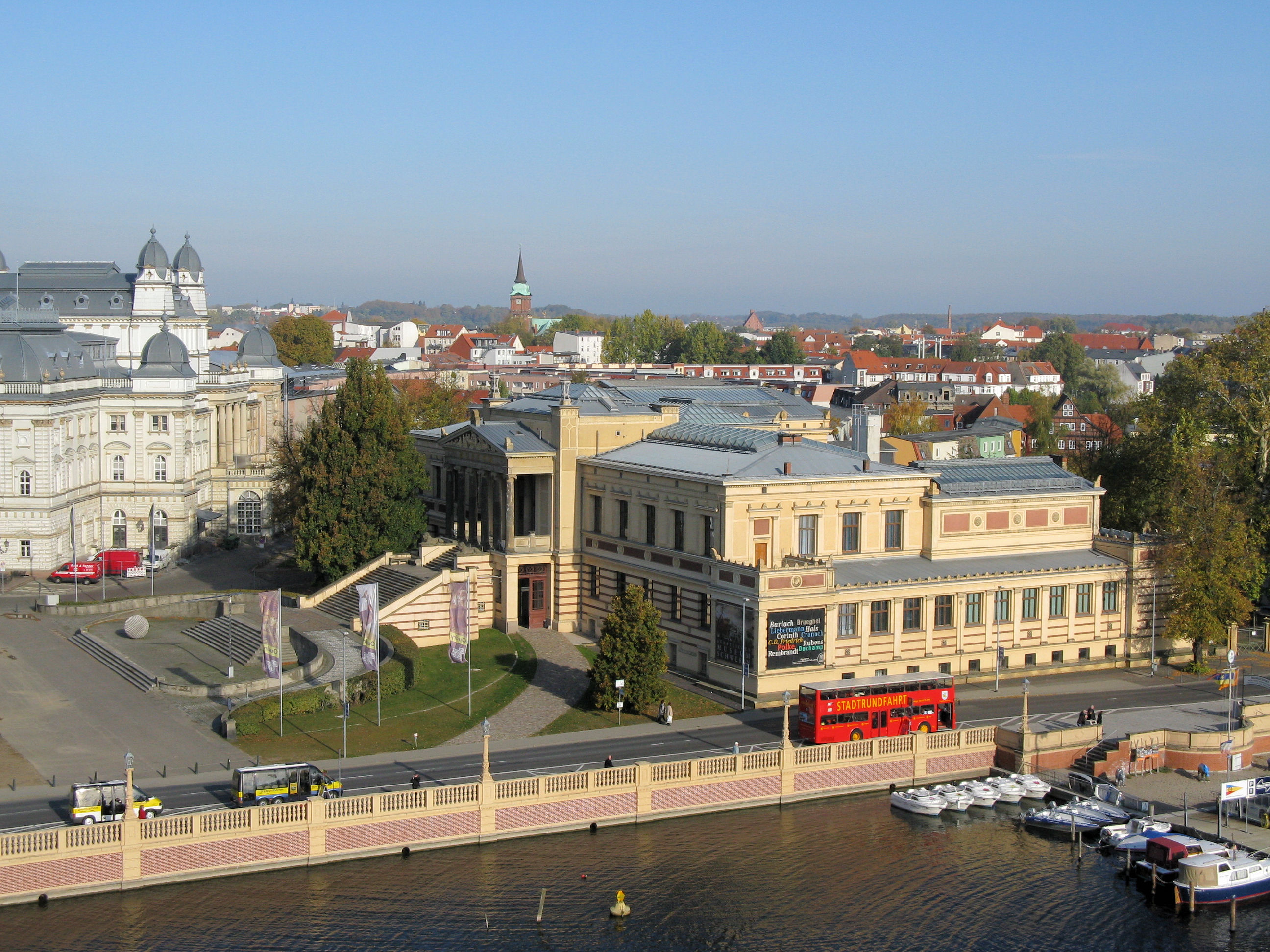
Staatsgalerie in Schwerin

- Archäologisches Freilichtmuseum Groß Raden
- Deutsches Bernsteinmuseum in Ribnitz-Damgarten
- Deutsches Meeresmuseum in Stralsund
- Freilichtmuseum Schwerin-Mueß
- Fritz-Reuter-Literaturmuseum in Stavenhagen
- Gorch Fock (Schiff, 1933) in Stralsund
- Historisch-Technisches Museum Peenemünde
- Erlebniswelt U-Boot in Sassnitz
- Jagdschloss Granitz
- Kloster zum Heiligen Kreuz (Rostock)
- Kulturhistorisches Museum Stralsund
- Kunsthalle Rostock
- Kunstmuseum Ahrenshoop
- Müritzeum in Waren
- Nautineum Dänholm
- Otto-Lilienthal-Museum in Anklam
- Ozeaneum Stralsund
- Pommersches Landesmuseum in Greifswald
- Regionalmuseum Neubrandenburg
- Staatliches Museum Schwerin
- Stadtgeschichtliches Museum der Hansestadt Wismar
- Technisches Landesmuseum in Schwerin
- Traditionsschiff Typ Frieden in Rostock
- Ukranenland in Torgelow

## Freizeiteinrichtungen
- Eishalle Rostock
- Rügenpark
- alpincenter Hamburg-Wittenburg (ganzjährige Wintersporthalle)
- Karls Erlebnis-Dorf in Rövershagen, Zirkow und Koserow

### Freizeitbäder
Große Schwimmbäder und Thermen (meist mit Sauna) sind:
- Ahlbeck auf Usedom: Ostseetherme
- Binz auf Rügen: Binz-Therme

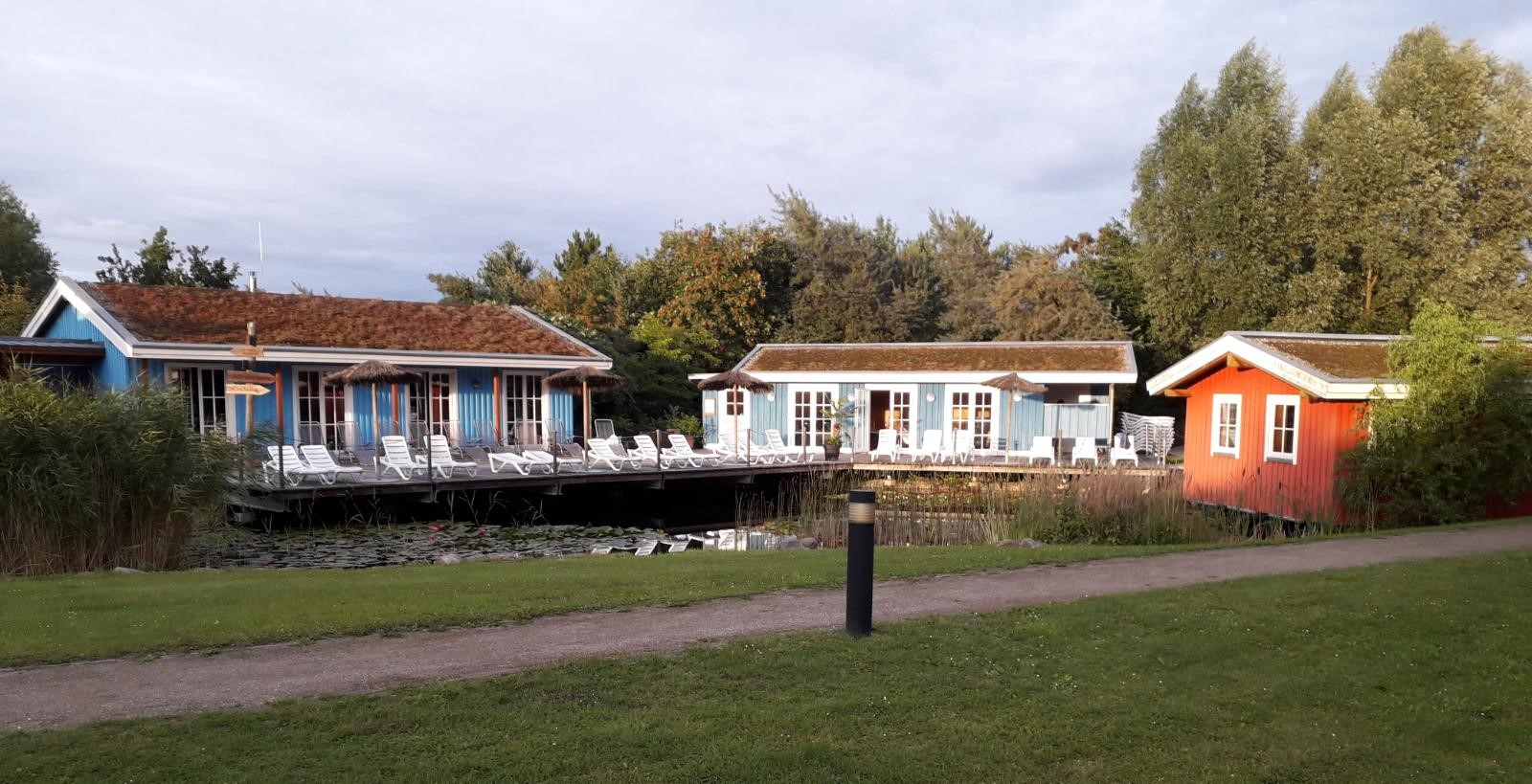
Außenbereich der Saunalandschaft im Wonnemar Wismar (Abenddämmerung im Sommer 2021).

- Greifswald: Freizeitbad Greifswald
- Güstrow: Freizeitbad Oase
- Göhren-Lebbin: Land Fleesensee Spa
- Graal-Müritz: Aquadrom
- Kühlungsborn: Kübomare
- Linstow: Van der Valk-Resort Linstow
- Ribnitz-Damgarten: Bodden-Therme
- Röbel/Müritz: MüritzTherme
- Sagard auf Rügen: Jasmund Therme & Spa
- Sellin auf Rügen: Erlebnisbad Inselparadies
- Stralsund: HanseDom
- Warnemünde: a-ja Warnemünde Seebad
- Wismar: Wonnemar Wismar
- Zinnowitz auf Usedom: Bernsteintherme

### Zoos, Tiergärten und Botanik

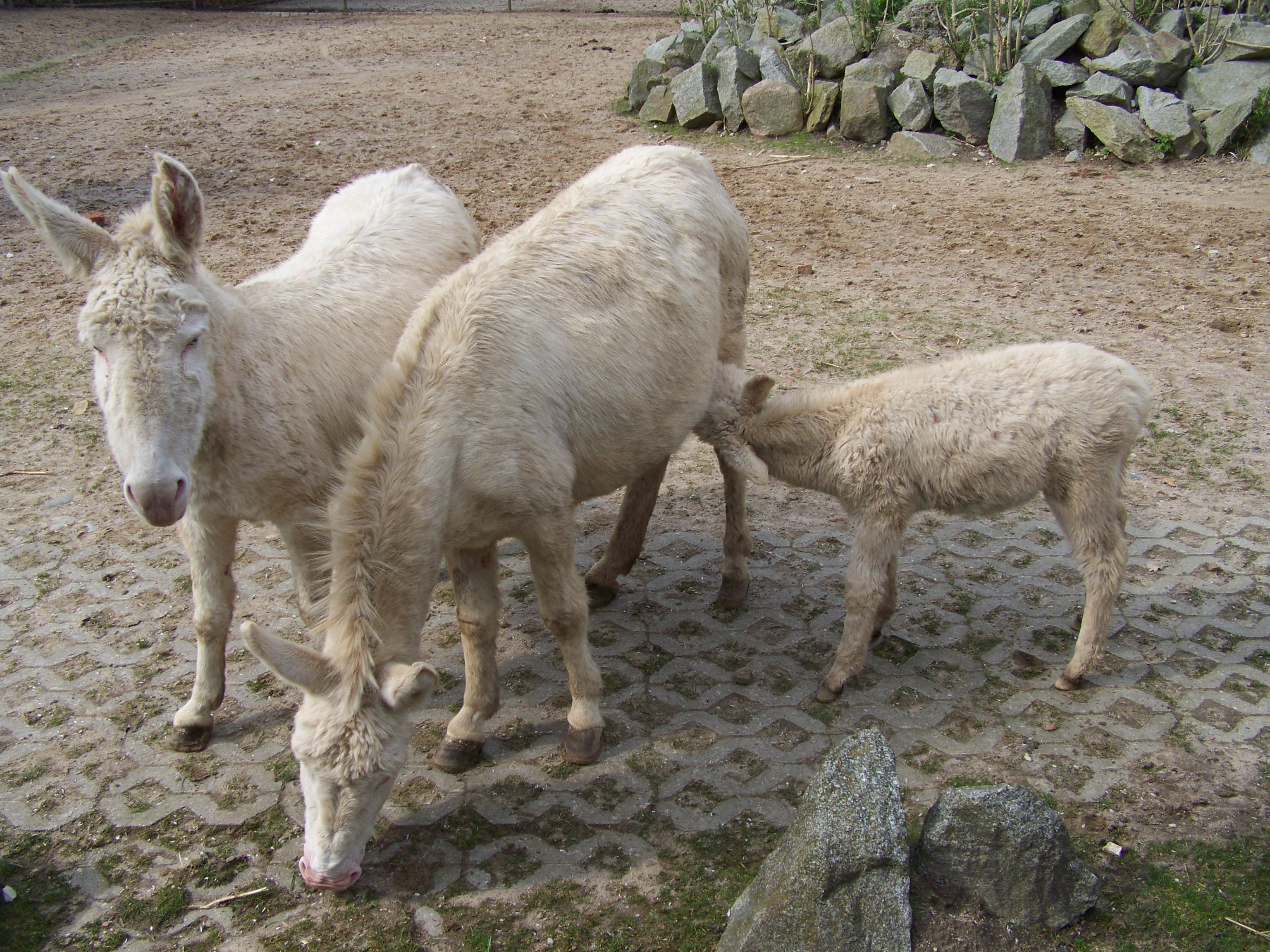
Weiße Esel im Stralsunder Tierpark

- Parkanlagen in Mecklenburg-Vorpommern
- Tropenzoo Bansin (Usedom)
- Tigerpark Dassow
- Ivenacker Eichen
- Wildpark-MV
- Vogelpark Marlow
- Bärenwald Müritz
- Tiergarten Neustrelitz
- Zoo Rostock
- Dinosaurierland Rügen
- Tierpark Sassnitz
- Zoo Schwerin
- Zoo Stralsund
- Tierpark Ueckermünde
- Tierpark Wismar
- Tierpark Wolgast

## Veranstaltungen
- Schwedenfest in Wismar
- Festspiele Mecklenburg-Vorpommern
- Piraten-Open-Air in Grevesmühlen
- Müritz-Saga in Waren
- Hanse Sail in Rostock
- Wismarer Hafentage
- Müritz Sail
- Störtebeker-Festspiele
- Usedomer Musikfestival
- Wallensteintage in Stralsund
- Warnemünder Woche

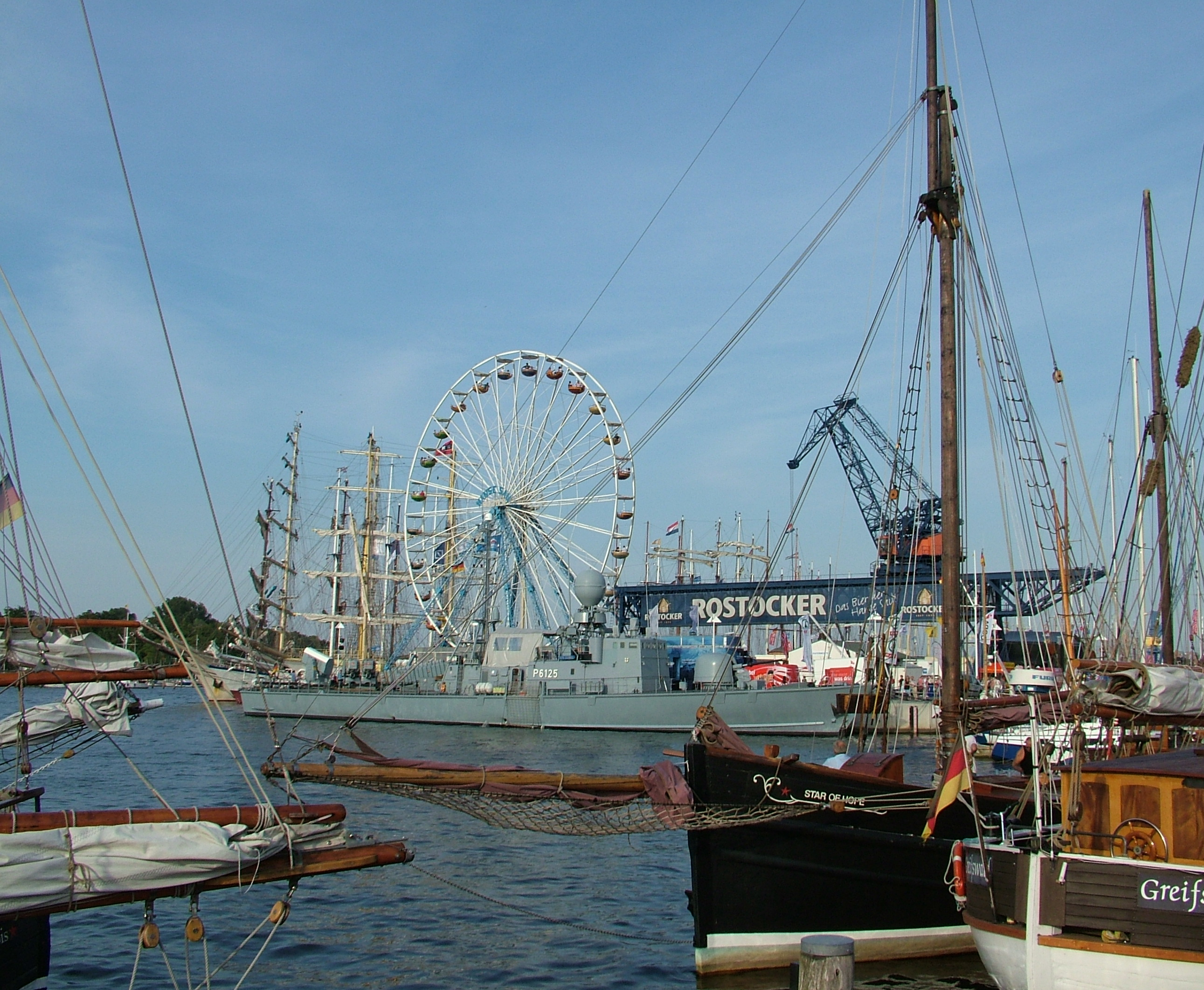
Hanse Sail

- MittsommerRemise – Kulturerbefestival der Gutshäuser

## Übernachtung und Gastronomie

### Übernachtung

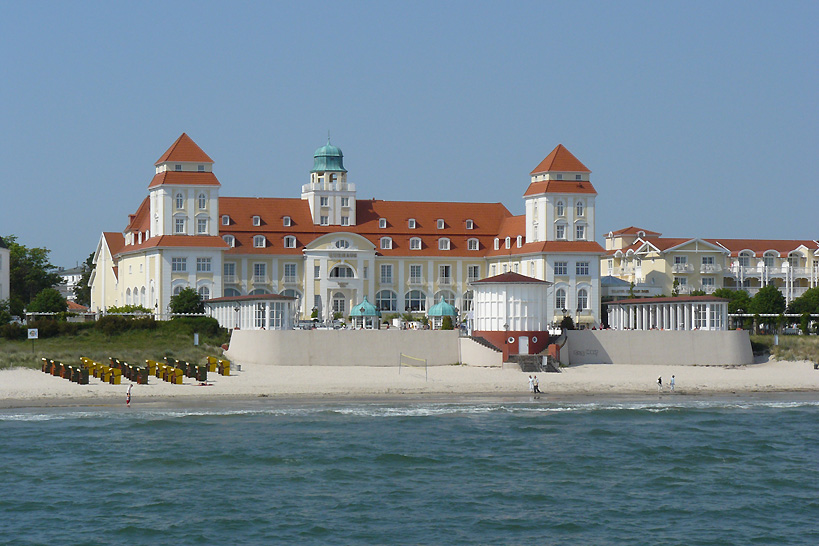
Grand Hotel Kurhaus Binz auf Rügen

Mecklenburg-Vorpommern verfügt über eine sehr gute Infrastruktur an Hotels, Ferienhäusern, Pensionen und auch Jugendherbergen. Die Auswahl und Menge an Übernachtungsmöglichkeiten hat sich nach 1990 stark vergrößert. Alle Übernachtungsmöglichkeiten in Ostseenähe oder an den großen mecklenburgischen Seen sind naturgemäß besonders beliebt. Auch Privatunterkünfte auf dem Land und Ferien auf dem Bauernhof werden angeboten.
Daneben gibt es eine große Anzahl an Ferienhäusern und Campingplätzen. Vor allem die Zahl der Ferienhäuser und Pensionen ist seit 1990 stark gestiegen. An den größeren Seen und Flüssen existieren viele Wasserrastplätze, an denen ebenfalls übernachtet werden kann.
Für Fahrradtouristen gibt es an den Radfernwanderwegen (sh. Mit dem Fahrrad) die speziell auf eine Übernachtung eingerichteten, durch den ADFC zertifizierten Bett+Bike-Gastbetriebe.
Mit 27 Jugendherbergen, einem Jugendzeltplatz, etwa 440.000 Übernachtungen im Jahr und etwa 200 Beschäftigten ist der DJH-Landesverband der größte Jugendtourismusanbieter in Mecklenburg-Vorpommern.

### Essen

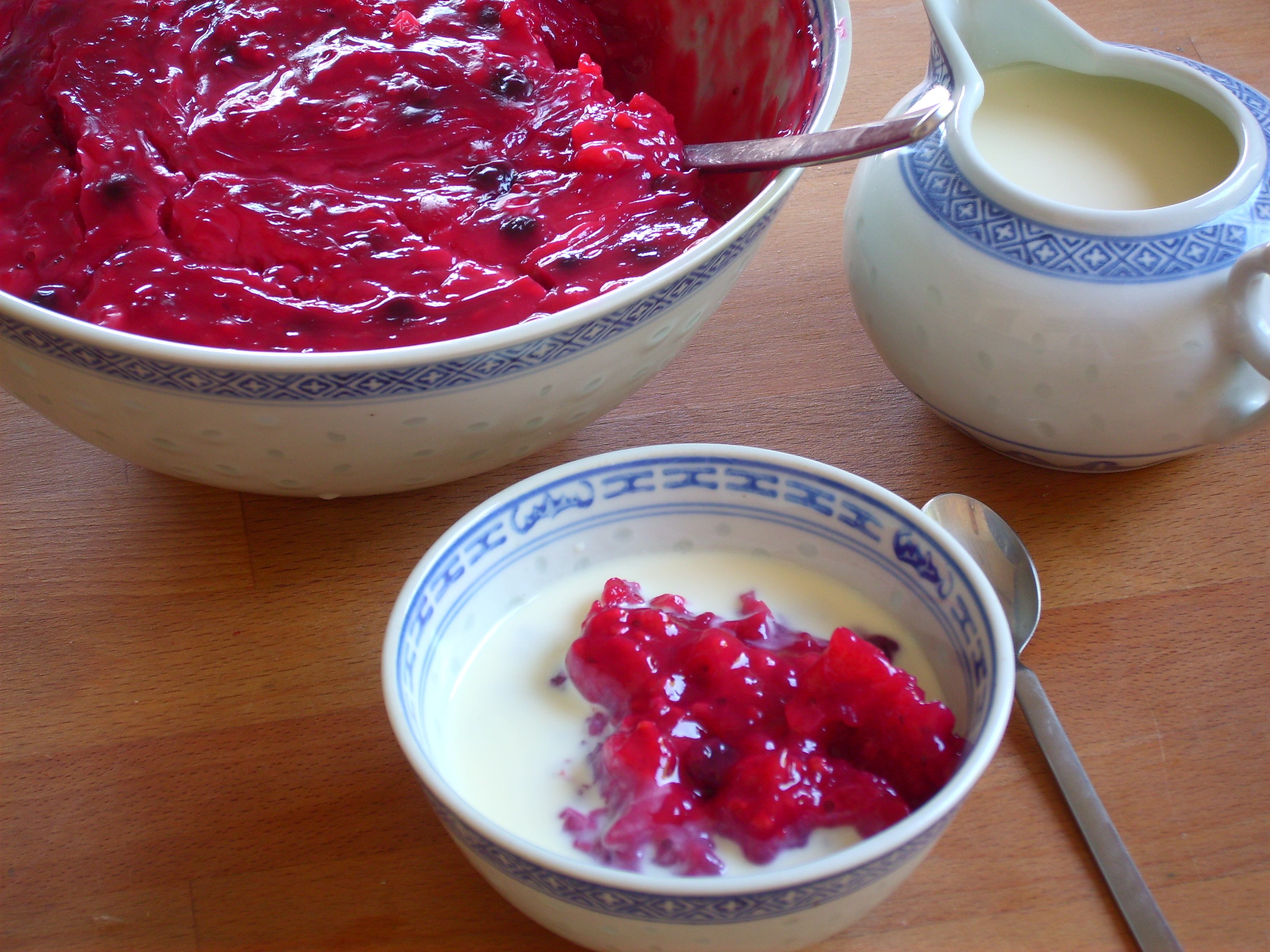
Rote Grütze

Die mecklenburg-vorpommerische Küche gilt generell als bodenständig und deftig. In ihr spiegeln sich einerseits die langjährige Armut der Landstriche Mecklenburg und Vorpommern wider, als auch der Fischreichtum der Ostsee und der Binnengewässer. Hinzu kommt eine Fülle an Wildgerichten. Eine besonders bedeutsame Rolle spielen hier die Kartoffeln (hier auch gelegentlich Tüften genannt) in verschiedensten Zubereitungsarten, Grünkohl und auch die süßsaure Geschmacksrichtung, erzeugt beispielsweise durch Backobst. All diese Punkte weisen die Küche in Mecklenburg-Vorpommern als typisch für Nordostdeutschland aus.
Landestypische Spezialitäten sind Salzhering, Hering in Sahnesoße, Himmel und Erde, Kartoffelsuppe mit Pflaumen und Speck, Pommersche Tollatschen, Birnen, Bohnen und Speck, Honigkuchen auf dem Blech, Kleine pommersche Kuchen, Pommersche Honigbutterküchlein, Pommersche Quarkbollerchen, Weiße Pfeffernüsse, Pommersche Hefeplinsen, Pommersche Klöße, Schwarzsauer, Matjes-Brötchen u. v. a.

## Ziel von Kreuzfahrten
Mit der AIDA Cruises ist Mecklenburg Heimat eines der großen Kreuzfahrtunternehmen.
Gleichzeitig ist Mecklenburg-Vorpommern auch attraktives Ziel von Kreuzfahrten.
2023 gab es 130 Schiffsanläufe mit 30 Kreuzfahrtschiffen und 410.000 Seereisenden in Warnemünde. Stralsund kam 2023 auf über 18.000 Kreuzfahrgäste und Wismar auf rund 3.000 Passagiere.

## Barrierefreier Tourismus
Mit dem Ausbau der touristischen Infrastruktur in Mecklenburg-Vorpommern werden mancherorts auch Angebote geschaffen und ausgebaut, die für Menschen mit Mobilitätseinschränkungen ebenfalls nutzbar sind, wie beispielsweise die Jugendherberge Plau am See, das ZERUM Ueckermünde mit dem Rollisegler Wappen von Ueckermünde, das Ozeaneum Stralsund, das Naturerbe-Zentrum Rügen. Im Mai 2014 wurde in Altefähr der erste barrierefreie Strand auf Rügen eröffnet.

## Verkehrsanbindung

### Auto

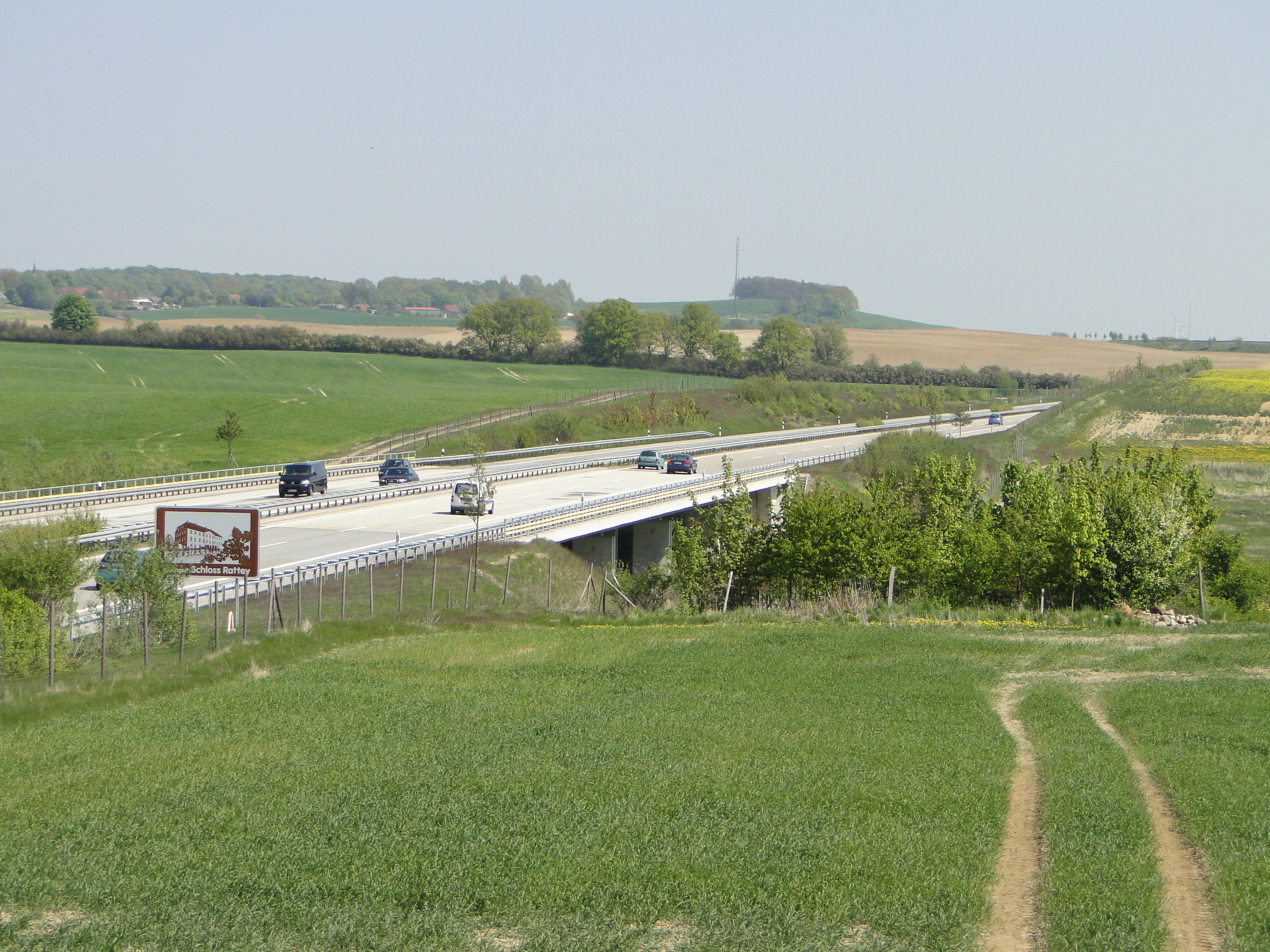
Ostseeautobahn A 20

Von Ost nach West führt die Bundesautobahn 20 durch das Land. Sie verläuft im Hinterland der Ostseeküste und verbindet den Osten Mecklenburg-Vorpommerns mit dem Westen. Die Autobahn führt durchgängig vom Kreuz Uckermark an der A 11 kurz vor Stettin über das unmittelbare Hinterland der Ostseeküste Mecklenburg-Vorpommerns bis nach Lübeck zur Bundesautobahn 1.
Aus Berlin führt die Bundesautobahn 24 in Richtung Hamburg. Sie kreuzt bei Schwerin die A 14 nach Wismar. Diese soll von Sachsen über Sachsen-Anhalt und Brandenburg bis nach Wismar führen. Derzeit fehlt das Stück südlich der Bundesautobahn 24 bis Magdeburg. Bei Wittstock/Dosse zweigt die Bundesautobahn 19 von der Bundesautobahn 24 in Richtung Rostock ab. Hier durchquert sie die Mecklenburgische Seenplatte und kreuzt bei Rostock die A 20 und endet kurz danach am Rostocker Hafen.
Eine Alternative zur Anreise über die Autobahn sind Bundesstraßen, die zum Teil als Ferienstraßen nach Mecklenburg-Vorpommern führen oder historischen Handelsrouten folgen. Deren wichtigsten sind die B 96, B 103, B 104 und B 191.

### Zug

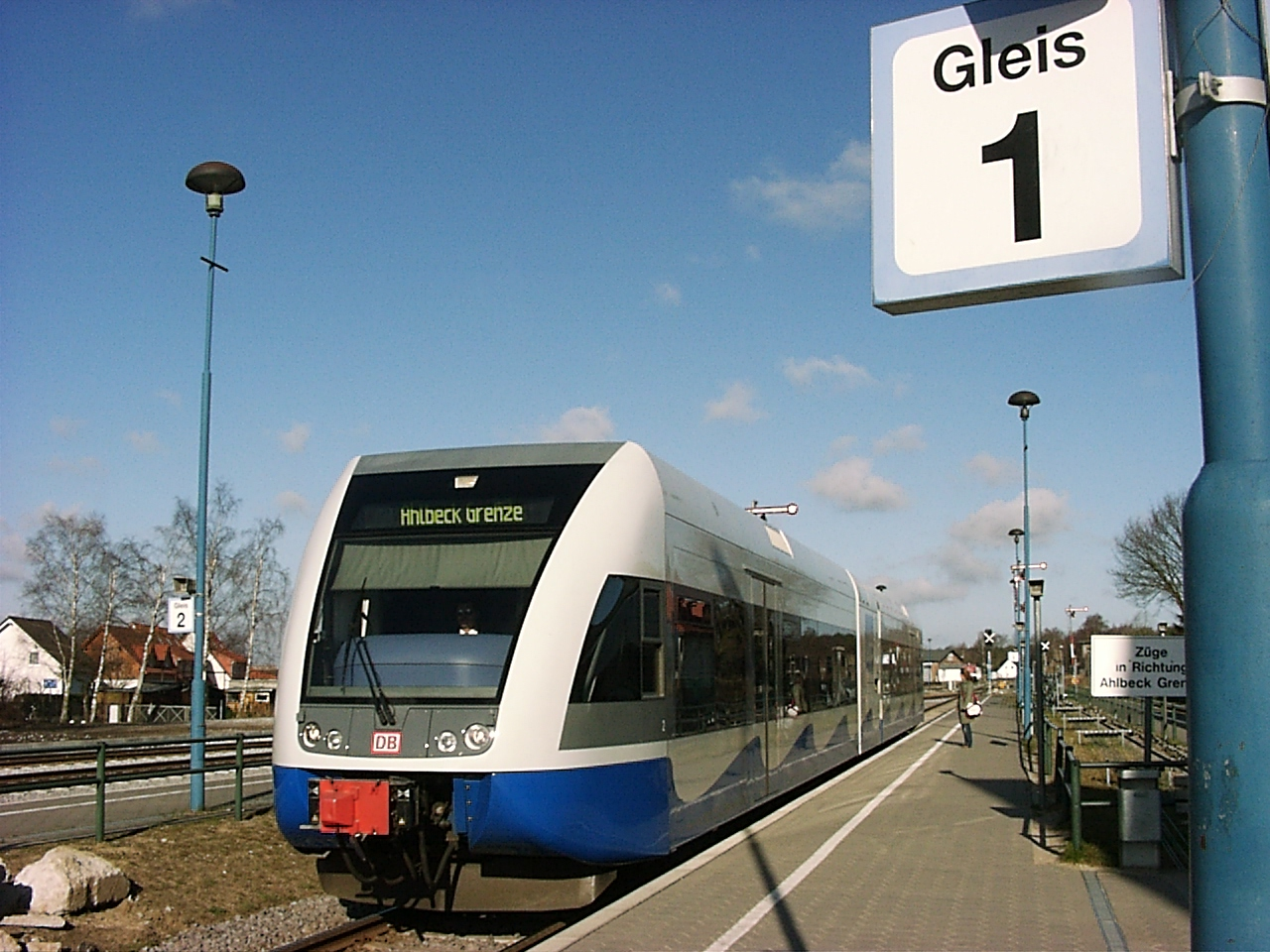
Zug der Usedomer Bäderbahn im Bahnhof Zinnowitz mit dem Ziel Ahlbeck Grenze

Durch die südwestliche Peripherie Mecklenburg-Vorpommerns verläuft die Eisenbahnhauptstrecke Berlin–Hamburg. Daneben existieren Verbindungen von dieser Strecke in Richtung Schwerin–Bad Kleinen–Wismar von Ludwigslust und von Hagenow sowie ein Abzweig nach Rostock mit Anschluss nach Stralsund und der Insel Rügen. Weitere Hauptstrecken sind die Verbindungen Berlin–Neustrelitz–Stralsund und deren Zweigstrecke Neustrelitz–Rostock, Berlin–Angermünde–Stralsund (als Teil der sogenannten Vorpommern-Magistrale) sowie die Ost-West-Verbindung mit der Bahnstrecke Bützow–Szczecin. Hinzu kommen verschiedene Nebenstrecken und die Bäderbahnen, wie etwa die Strecke Ahlbeck–Wolgast der Usedomer Bäderbahn an der Ostseeküste. Des Weiteren existieren zwei touristisch sehr interessante Schmalspurbahnen mit dem Rasenden Roland auf Rügen und dem Molli bei Bad Doberan.

### Flugzeug
Der mit Abstand größte und passagierreichste Flughafen in Mecklenburg-Vorpommern ist der Flughafen Rostock-Laage. Mehrere mittlere Regionalflughäfen, auf denen auch Flugzeuge bis zur Größe des Airbus A320 landen können, befinden sich in Trollenhagen bei Neubrandenburg, in Heringsdorf auf Usedom und in Barth bei Stralsund. Sie sind aus ehemaligen Luftwaffenstützpunkten der NVA und der Luftstreitkräfte der Sowjetunion entstanden. Dazu gesellen sich zahlreiche kleinere Flugplätze, zum Beispiel in Güttin auf Rügen, Rechlin-Lärz, Peenemünde auf Usedom, Rerik, Pasewalk oder Neustadt-Glewe.

### Schiff oder Boot

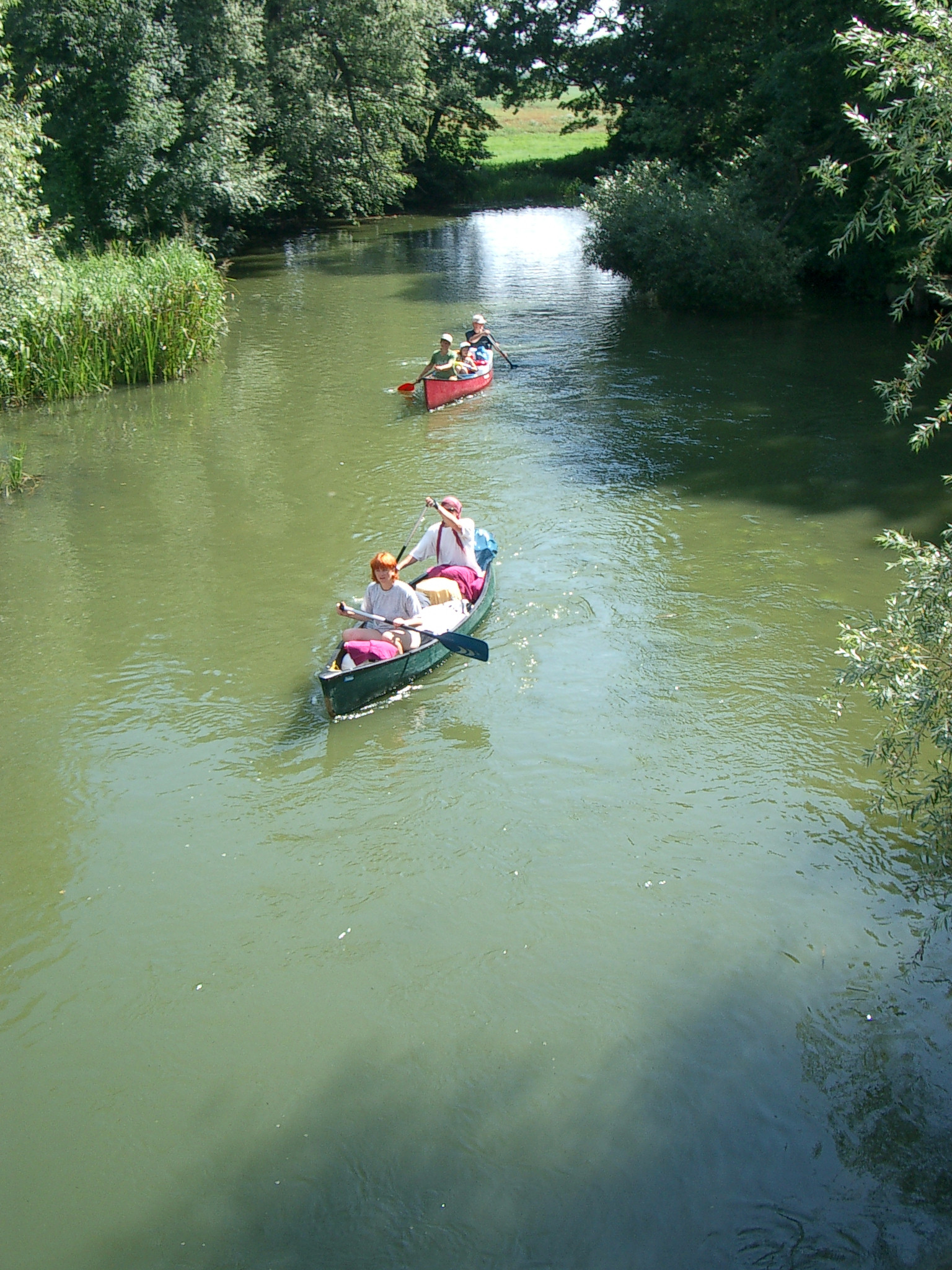
Wasserwandern auf der Mildenitz

Durch die Lage an der Ostsee lässt sich Mecklenburg-Vorpommern sehr gut mit dem Schiff oder einem Boot erreichen. Bedeutende Häfen sind Hafen Rostock, Stralsund, Wismar und der Fährhafen Sassnitz zu nennen. Die Häfen in Wolgast und Greifswald haben für die Handelsschifffahrt nur regionale Bedeutung. Neben diesen Häfen gibt es noch eine Vielzahl von kleineren Häfen, die meist als Wasserwanderrastplätze und Marinas ausgebaut sind. Auto- und Eisenbahnfähren verkehren regelmäßig von Rostock und Sassnitz nach Trelleborg, Gedser und Klaipėda.
Rostocks Stadtteil Warnemünde ist mit über 800.000 Passagierbewegungen pro Jahr der größte Kreuzfahrthafen in Deutschland.
Der Sportbootskipper findet in der Ostsee und in den Bodden, aber auch auf den größeren Binnenseen ausreichend Betätigung. Erreichbar sind die Binnenseen über die Havel oder die Elbe. Als herausragendes Ereignis ist die Hanse-Sail in Warnemünde zu nennen. Als Binnenableger dieser Veranstaltung hat sich die Müritz Sail in Waren etabliert. Neben dem Segel- und Motorbootsport spielt auf den Binnengewässern das Wasserwandern mit dem Kanu oder Kajak eine große Rolle. Bedeutende Reviere sind hier die Mecklenburgische Seenplatte, die Sternberger Seenlandschaft, der Schweriner See sowie die Warnow und die Peene mit ihren Nebenflüssen und die Barthe.

### Fahrrad

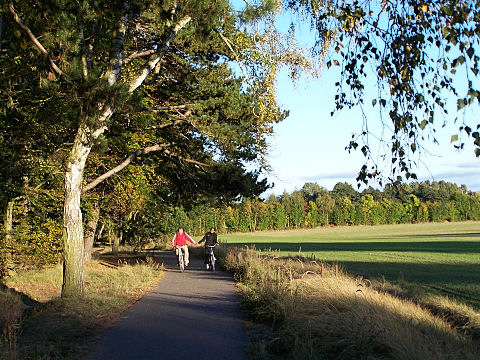
Ostseeküsten-Radweg an der Stoltera bei Warnemünde

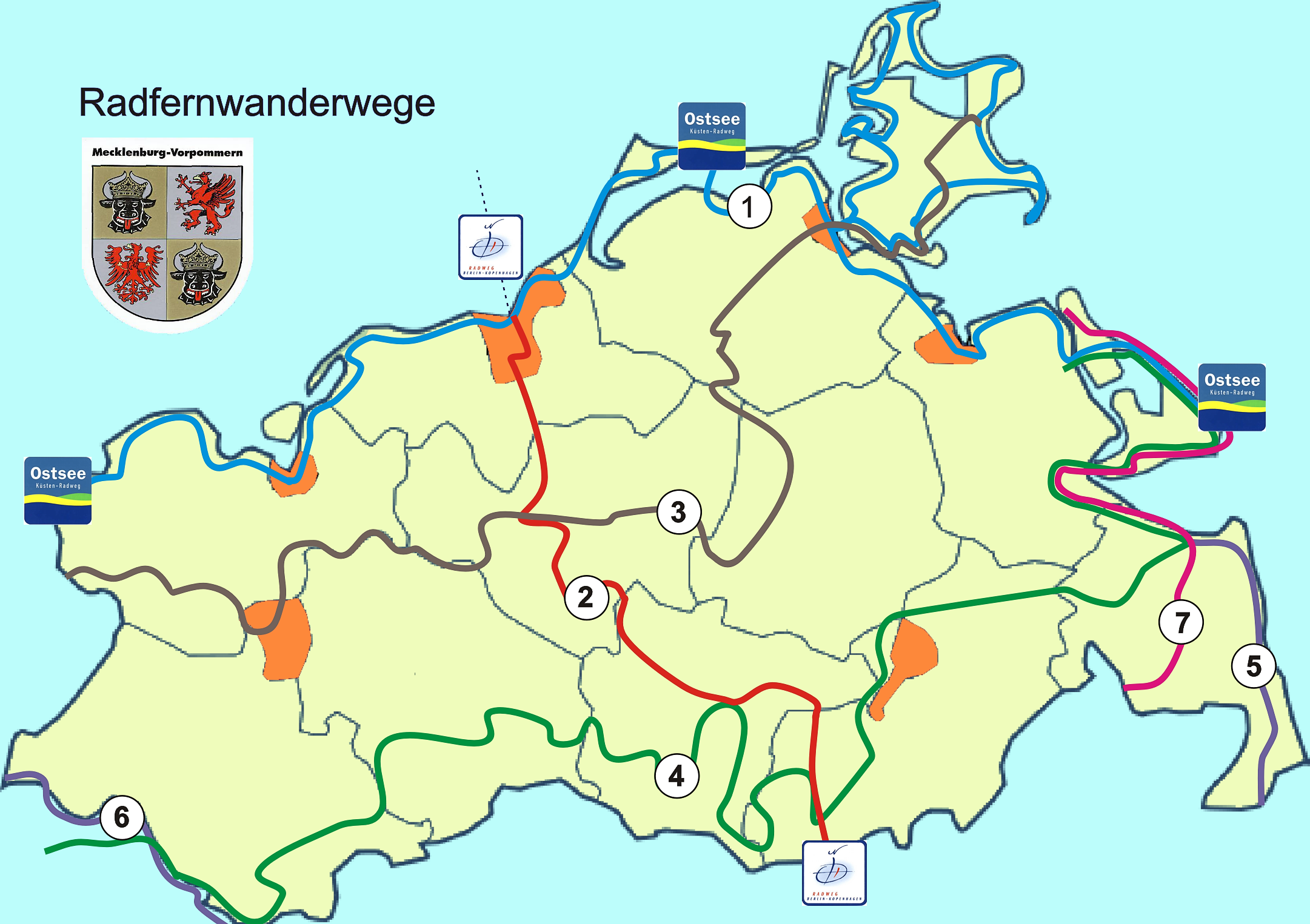
Übersichtsplan

Radwanderungen und Tagesausflüge mit dem Fahrrad haben sich zu einem touristischen Schwerpunkt in Mecklenburg-Vorpommern entwickelt. In der jährlichen Bewertung der Beliebtheit der Radfernwanderwege durch den ADFC nimmt das Land regelmäßig einen Spitzenplatz ein. Sieben ausgewiesene Routen führen durch das Land, zwei davon, der Ostseeküsten-Radweg und der Radweg Berlin–Kopenhagen sind Bestandteile des europäischen Radwege-Projektes EuroVelo.
1. Ostseeküsten-Radweg – 650 km von Travemünde nach Ahlbeck (Heringsdorf) über Wismar, Kühlungsborn, Warnemünde, Ahrenshoop, Barth, Stralsund, Gingst, Kap Arkona, Sassnitz, Sellin, Putbus, Stralsund, Greifswald, Wolgast
2. Radweg Berlin–Kopenhagen – 255 km von Fürstenberg nach Rostock über Neustrelitz, Waren (Müritz), Krakow am See, Bützow
3. Radfernweg Hamburg–Rügen – 388 km von Ratzeburg nach Sassnitz über Schwerin, Warin, Güstrow, Teterow, Demmin, Stralsund, Putbus
4. Elbe-Oderhaff-Radweg – 445 km von Lüneburg nach Ueckermünde über Amt Neuhaus, Dömitz, Ludwigslust, Parchim, Plau am See, Röbel/Müritz, Waren (Müritz), Neubrandenburg
5. Oder-Neiße-Radweg – 80 km von Penkun über Löcknitz nach Ueckermünde
6. Elberadweg – 72 km von Dömitz nach Boizenburg
7. Radfernweg Berlin–Usedom – 157 km von Pasewalk nach Peenemünde über Ueckermünde, Anklam, Ahlbeck (Heringsdorf)

Die Routen sind überwiegend mit einer Wegweisung und speziellen Routensymbolen beschildert.
Durch den Tourismusverband Mecklenburg-Vorpommern werden 21 Rad-Rundtouren mit den thematischen Routen Westlicher und Östlicher Backstein-Rundweg, Gutshaus-Rundweg, Herrenhaus-Rundweg, Residenzstadt-Rundweg und Schlösser-Rundweg, sowie die Landschaftsrouten Fischland-Darß-Zingst, Rügen, Usedom, Peenetal, Stettiner Haff, Eiszeit-Route, Trebeltal, Brohmer Berge und Randowtal, Tollensetal, Müritz, Eldetal, Elbetal-Schaalsee, Warnowtal, Mecklenburgische Seenplatte und Recknitztal beworben.
Für Fahrradtouristen gibt es neben zahlreichen anderen Übernachtungsmöglichkeiten die speziell auch auf eine Übernachtung eingerichteten Bett+Bike-Gastbetriebe.

## Tourismuspreis
Im Jahr 2010 wurde erstmals der vom Tourismusverband Mecklenburg-Vorpommern ausgelobte und von der Deutschen Kreditbank gestiftete „Tourismuspreis Mecklenburg-Vorpommern“ vergeben. Erste Preisträger der seitdem jährlichen Ehrung waren der ehemalige Vorsitzende der Deutschen Stiftung Denkmalschutz Gottfried Kiesow und die Aktionsgemeinschaft Freier Himmel e. V. (Truppenübungsplatz Wittstock). Zudem wird jährlich die Ehrennadel für besondere Verdienste um den Tourismus in Mecklenburg-Vorpommern vergeben.
Weitere Preisträger:
- 2011: Michael Succow (Naturschutz, „Nationale Naturlandschaften“)
- 2012: Matthias von Hülsen (Festspiele Mecklenburg-Vorpommern) & Wolfgang Bordel (Vorpommersche Landesbühne)
- 2013: Jost Reinhold (rund 1000 gemeinnützige Projekte, etwa Sponsoring des Müritzeums und des Jugendzentrums in Waren/Müritz)
- 2014: Horst Rahe (Deutsche Seereederei)
- 2015: Deutsche Gesellschaft zur Rettung Schiffbrüchiger
- 2016: Störtebeker-Festspiele auf Rügen
- 2017: Jürgen Seidel, langjähriger Vorsitzender und Präsident des Landestourismusverbandes, seit 1994 Bau- bzw. Wirtschaftsminister, 2006–2011 Landesminister für Tourismus[16]
- 2018 SOKO Wismar[17]
- 2019: Robert Dahl, Geschäftsführer der Karls Markt OHG und der Karls Tourismus GmbH[18]
- 2020: Familie Rothe für Dorfentwicklung in Basedow[19]